# Wolfgang Frank (Gesandter)
Wolfgang Frank (* 5. Februar 1871 in Breslau; † 3. Juni 1953 in Landshut) war ein deutscher Konsularbeamter und Gesandter.

## Leben
Franks Eltern waren der Geheimen Regierungsrates Felix Frank und dessen Ehefrau Martha, geborene Nitschke.
Wolfgang Frank besuchte das Breslauer Maria-Magdalenen-Gymnasium und die Liegnitzer Ritterakademie. Am 10. September 1891 bestand er die Abiturprüfung. Zum Wintersemester 1891/92 immatrikulierte er sich an der Universität Breslau für Rechtswissenschaften. 1892–1896 war er im Corps Lusatia Breslau aktiv. Am 1. Oktober rückte er als Einjährig-Freiwilliger ein. Bei Lusatia klammerte er dreimal die Zweite und zweimal die Erste Charge. Am 24. Januar 1896 bestand er das Referendarexamen. Er trat am 13. Februar 1896 in den preußischen Justizdienst und wurde am 17. Dezember 1896 zum Leutnant der Reserve befördert. Am 19. September 1900 bestand er die Prüfung zum Assessor. Neujahr 1902 wurde er zum Besuch der Akademie für Sozial- und Handelswissenschaften in Frankfurt am Main beurlaubt.

### London und Südafrika
Am 17. Mai 1902 wurde er in den Auswärtigen Dienst (konsularische Laufbahn) einberufen, war er im Auswärtigen Amt für Handelspolitik und Recht zuständig. Er war seit Januar 1904 am Generalkonsulat London und wurde im Juli 1904 als Vizekonsul charakterisiert. Ab November 1905 war er am Konsulat in Kapstadt. Von Mai 1906 bis Juni 1909 oblag ihm die kommissarische Leitung des Konsulats in Johannesburg, von April bis November 1907 zugleich die des Konsulats in Pretoria.

### Paraguay
Von Weihnachten 1909 bis März 1921 war er Konsul in Asunción. Für die Zeit der Nichtanwesenheit des Gesandten für Argentinien und Paraguay hatte er zugleich die diplomatischen Funktionen wahrzunehmen. Seit dem 20. Juli 1907 Oberleutnant der Reserve, wurde er am 27. Januar 1914 zum Hauptmann der Reserve befördert. Seit dem 16. Juni 1921 Konsul I. Klasse, war er im Auswärtigen Amt von November 1921 bis März 1922 in den Abteilungen Frieden und Osteuropa (Polen) eingesetzt.

### Oberschlesien
Zum 6. April 1922 wurde ihm die Leitung des neu eingerichteten Generalkonsulats in Kattowitz übertragen. Zum Generalkonsul ernannt wurde er am 18. Januar 1923.

### Estland
1925–1928 war er deutscher Gesandter in Reval. Am 13. August 1927 heiratete er Alma Elisabeth geb. Eberhardt verw. Vetter. Estlands Außenminister Hans Rebane stand gegen ihn. Zum Abschied auf dem Baltischen Bahnhof kamen der Gesandte Lettlands als Doyen des Diplomatischen Corps, zahlreiche Angehörige der Deutsch-Baltischen Vereinigung und der reichsdeutschen Kolonie. Estlands Außenministerium war nicht vertreten.

### Ruhestand
Frank wurde am 8. März 1928 in den einstweiligen Ruhestand versetzt. Am 18. Juli 1933 trat er in den endgültigen Ruhestand. Als Gesandter a. D. lebte er jahrelang – procul negotiis – auf seinem Gut Wikoline im Landkreis Guhrau. Anlässlich der Hundertjahrfeier seines Corps (1932) hielt er beim Festakt in der Aula Leopoldina vor Rektor und Senat, vor Vertretern des Magistrats und der obersten Behörden die Festrede. Sie würdigte „die menschen- und charakterbildende Erziehung der jungen Studenten durch das Corps“ und war der „geistige Höhepunkt“ des Stiftungsfestes. Die Flucht und Vertreibung Deutscher aus Mittel- und Osteuropa 1945–1950 verschlug ihn nach Niederbayern. Er starb mit 82 Jahren in Landshut.